# Noa Lee
Noa Lee is een Belgische band rond Nina Marie Kortekaas (2 oktober 1995) gevormd in 2018 in Brussel. De groep brengt Engelstalige indiepop met invloeden van onder andere jazz en progressieve rock, en stond hiermee al onder andere in het voorprogramma van Arsenal en School Is Cool. Hun eerste ep Noa Lee verscheen in 2021, vergezeld door een door Kortekaas geregisseerde kortfilm. In 2022 stond de groep op Theater Aan Zee.
In 2023 verscheen "After Years", de eerste single van debuutalbum Airship, waar de groep aan werkte in residentie in het Oostendse cultuurcentrum De Grote Post.
Kortekaas staat ook bekend als lid van Portland en The Radar Station en muzikant bij onder andere Eefje de Visser en Admiral Freebee. Als actrice had ze daarnaast rollen in Professor T., Aspe en Noordzee, Texas. Ze is de dochter van actrice Mieke De Groote.

## Bandleden
Leden
- Nina Kortekaas – zang, toetsen, occasionele gitaar
- Robbe Broeckx – drums, achtergrondzang
- Boris Van Overschee – basgitaar, toetsen
- Sebastian Leye – gitaar

Oud-leden
- Lennart Heyndels – gitaar

## Discografie

### Albums
- Airship (2023)

### Ep's
- Noa Lee (2021)

### Singles
- "Blue Ruin" (2018)
- "Move Backwards" (2019)
- "Surrender" (2019)
- "Dance" (2020)
- "Your Song" (2020)
- "After Years" (2023)
- "Bleed" (2023)
- "Elephant" (2023)